# Deaflympics d'été de 2017
Les Deaflympics d'été de 2017, officiellement appelés les 23e Deaflympics d'été, se déroulent du 18 au 30 juillet 2017 à Samsun, en Turquie.
2 335 athlètes étaient venus de 80 différents pays.

## Sport

### Sports individuels
- Athlétisme
- Badminton
- Bowling
- Course d'orientation
- Cyclisme sur la route
- Judo
- Karate
- Lutte
- Natation
- Taekwondo
- Tennis
- Tennis de table
- Tir sportif
- VTT

### Sports en équipe
- Basket-ball
- Beach-volley
- Football
- Handball
- Volley-ball

## Lieux
L'ouverture de cérémonie a eu lieu à Samsun 19 Mayıs Stadium.
| Lieu                           | Emplacement              | Sport                |
| ------------------------------ | ------------------------ | -------------------- |
| İlkadım Athletics Stadium      | İlkadım                  | Athlétisme           |
| Bafra Sports Hall              | Bafra                    | Badminton            |
| Bahattin Ekinci Sports Hall    | Tekkeköy                 | Basket-ball          |
| Yaşar Doğu Sport Hall          | Tekkeköy                 | Basket-ball          |
| İlkadım Beach Volleyball Court | İlkadım                  | Beach-volley         |
| Samsun Bowling Hall            | İlkadım                  | Bowling              |
| 19 Mayıs District              | Ondokuzmayıs             | Cyclisme             |
| Canik 19 Mayıs Stadium         | Canik                    | Football             |
| Çarşamba Stadium               | Çarşamba                 | Football             |
| Bafra Stadium                  | Bafra                    | Football             |
| Samsun Golf Course             | Atakum                   | Golf                 |
| Çarşamba Sports Hall           | Çarşamba                 | Handball             |
| Atatürk Sports Hall            | Canik                    | Judo                 |
| Atatürk Sports Hall            | Canik                    | Karaté               |
| Atatürk Sports Hall            | Canik                    | Taekwondo            |
| Mountain Bike Trail            | Ondokuz Mayıs University | VTT                  |
| Orienteering                   | Samsun                   | Course d'orientation |
| Bafra Shooting Range           | Bafra                    | Tir sportif          |
| Atakum Olympic Swimming Pool   | Atakum                   | Natation             |
| Archery Sports Hall            | İlkadım                  | Tennis de table      |
| Samsun Tennis Club             | Canik                    | Tennis               |
| Hasan Doğan Sports Hall        | Canik                    | Volley-ball          |
| Mustafa Dağıstanlı Sports Hall | İlkadım                  | Volley-ball          |
| Kavak Sports Hall              | Kavak                    | Lutte                |

## Pays participants
80 pays ont participé:
- Afghanistan
- Afrique du Sud
- Algérie
- Allemagne
- Arabie saoudite
- Argentine
- Arménie
- Australie
- Autriche
- Azerbaïdjan
- Biélorussie
- Belgique
- Brésil
- Bulgarie
- Cameroun
- Canada
- Chili
- Chine
- Chypre
- Colombie
- Croatie
- Cuba
- Danemark
- Égypte
- Émirats arabes unis
- Espagne
- Estonie
- États-Unis
- Éthiopie
- Fidji
- Finlande
- France
- Géorgie
- Grèce
- Hong Kong
- Hongrie
- Inde
- Indonésie
- Iran
- Irak
- Irlande
- Israël
- Italie
- Japon
- Kazakhstan
- Kenya
- Kirghizistan
- Lettonie
- Lituanie
- Macédoine
- Malaisie
- Malte
- Mauritanie
- Mexique
- Moldavie
- Mongolie
- Norvège
- Nouvelle-Zélande
- Pakistan
- Pays-Bas
- Pologne
- Portugal
- République tchèque
- Royaume-Uni
- Russie
- Serbie
- Singapour
- Slovaquie
- Slovénie
- Suède
- Suisse
- Taïwan
- Thaïlande
- Turquie (hôte)
- Turkménistan
- Ouzbékistan
- Ukraine
- Venezuela
- Yémen
- Zambie

## Compétition

### Tableau des médailles
- Pays organisateur (Turquie)

| Rang   | Nation         | Or  | Argent | Bronze | Total |
| ------ | -------------- | --- | ------ | ------ | ----- |
| 1      | Russie         | 85  | 53     | 61     | 199   |
| 2      | Ukraine        | 21  | 42     | 36     | 99    |
| 3      | Corée du Sud   | 18  | 20     | 14     | 52    |
| 4      | Turquie        | 17  | 7      | 22     | 46    |
| 5      | Chine          | 14  | 9      | 11     | 34    |
| 6      | Japon          | 6   | 9      | 12     | 27    |
| 7      | Iran           | 5   | 9      | 20     | 34    |
| 8      | Venezuela      | 5   | 5      | 8      | 18    |
| 9      | Kenya          | 5   | 5      | 6      | 16    |
| 10     | États-Unis     | 5   | 3      | 8      | 16    |
| 11     | Biélorussie    | 4   | 9      | 3      | 16    |
| 12     | Taipei chinois | 4   | 5      | 8      | 18    |
| 13     | Allemagne      | 4   | 5      | 3      | 12    |
| 14     | Royaume-Uni    | 3   | 1      | 5      | 9     |
| 15     | Slovaquie      | 2   | 2      | 2      | 6     |
| 16     | Grèce          | 2   | 1      | 2      | 15    |
| 17     | Cuba           | 2   | 1      | 0      | 3     |
| 18     | Tchéquie       | 2   | 0      | 2      | 4     |
| 19     | Thaïlande      | 2   | 0      | 0      | 2     |
| 20     | Lituanie       | 1   | 5      | 7      | 13    |
| 21     | Italie         | 1   | 3      | 8      | 12    |
| 22     | Pologne        | 1   | 3      | 7      | 1     |
| 23     | Croatie        | 1   | 3      | 2      | 6     |
| 24     | France         | 1   | 2      | 6      | 9     |
| 25     | Kazakhstan     | 1   | 1      | 5      | 7     |
| 26     | Inde           | 1   | 1      | 3      | 5     |
| 27     | Suisse         | 1   | 1      | 0      | 2     |
| 28     | Brésil         | 1   | 0      | 4      | 5     |
| 29     | Norvège        | 1   | 0      | 1      | 2     |
| 29     | Singapour      | 1   | 0      | 1      | 2     |
| 31     | Lettonie       | 1   | 0      | 0      | 1     |
| 31     | Mexique        | 1   | 0      | 0      | 1     |
| 33     | Mongolie       | 0   | 4      | 5      | 9     |
| 34     | Géorgie        | 0   | 2      | 1      | 3     |
| 35     | Afrique du Sud | 0   | 2      | 0      | 2     |
| 36     | Arménie        | 0   | 1      | 4      | 5     |
| 37     | Indonésie      | 0   | 1      | 1      | 2     |
| 37     | Portugal       | 0   | 1      | 1      | 2     |
| 39     | Équateur       | 0   | 1      | 0      | 1     |
| 39     | Malaisie       | 0   | 1      | 0      | 1     |
| 39     | Suède          | 0   | 1      | 0      | 1     |
| 42     | Kirghizistan   | 0   | 0      | 4      | 4     |
| 43     | Bulgarie       | 0   | 0      | 3      | 3     |
| 44     | Autriche       | 0   | 0      | 1      | 1     |
| 44     | Égypte         | 0   | 0      | 1      | 1     |
| 44     | Estonie        | 0   | 0      | 1      | 1     |
| 44     | Finlande       | 0   | 0      | 1      | 1     |
| 44     | Hongrie        | 0   | 0      | 1      | 1     |
| 44     | Israël         | 0   | 0      | 1      | 1     |
| 44     | Pays-Bas       | 0   | 0      | 1      | 1     |
| 44     | Espagne        | 0   | 0      | 1      | 1     |
| Total: | Total:         | 219 | 219    | 294    | 732   |

### La France aux Deaflympics
Il s'agit de sa 23e participation aux Deaflympics d'été. Avec un total de 21 athlètes français, la France parvient à se hisser à la 24e place dans le classement par nation.
Le porte-drapeau conduisant la délégation française lors de la cérémonie d'ouverture fut le cycliste Steeve Touboul.

#### Médaillés
Les sportifs français ont remporté 1 médaille d'or, deux médailles d'argent et 6 médailles de bronze.

- Tennis Double homme : Vincent Novelli & Mikaël  Laurent

- Tennis Mixte : Vincent Novelli & Aurélie Coudon
- Tennis Double femme : Aurélie Coudon & Marie Beney

- Cyclisme sur route 1 000m sprint: Steeve Touboul
- Bowling  Master : Ludovic Bartout
- Bowling  Trio : Ludovic Bartout, Didier Boulle & Frédéric Delsol
- Judo  -81 kg : Cyril Jonard
- Judo  -73 kg : Camille Brasse
- Judo  -90 kg : Arthur Repiquet